# Sten Bergman (ingenjör)
Sten Gösta Ariel Bergman, född 23 mars 1918 i Smålands Rydaholm, Jönköpings län, död 6 oktober 2005 i Arboga,  var en svensk väg- och vattenbyggnadsingenjör. 
Bergman, som var son till pastor Per Bergman och Linnea Johansson, utexaminerades från Kungliga Tekniska högskolan 1942 och från Försvarshögskolan 1957. Han var assistent vid Kungliga Tekniska högskolan 1942–1947, blev teknologie doktor 1949, var docent i brobyggnad vid Kungliga Tekniska högskolan från 1949, chef för forsknings- och försökssektionen vid fortifikationsförvaltningen 1947 och forskningschef 1959–1967. Han var kapten i fortifikationens reserv. Han var ledamot av 1948 års skyddsrumsutredning 1948–1950, expert i 1953 års civilförsvarsutredning, 1955 års oljelagringskommitté. Han utgav Behaviour of Buckled Rectangular Plates (doktorsavhandling, 1949) samt tekniska artiklar och skrifter. Han invaldes som ledamot av Kungliga Krigsvetenskapsakademien 1949, av Kungliga Ingenjörsvetenskapsakademien 1965 och blev teknologie hedersdoktor i Luleå 1984.